# Hamza Drid
Hamza Drid –en árabe, حمزة دريد– es un deportista argelino que compite en judo. Ganó una medalla de bronce en el Campeonato Africano de Judo de 2016, en la categoría de –81 kg.

## Palmarés internacional
| Campeonato Africano | Campeonato Africano | Campeonato Africano | Campeonato Africano |
| Año                 | Lugar               | Medalla             | Categoría           |
| ------------------- | ------------------- | ------------------- | ------------------- |
| 2016                | Túnez (Túnez)       | Medalla de bronce   | –81 kg              |